# Ordre de la Couronne de Thaïlande

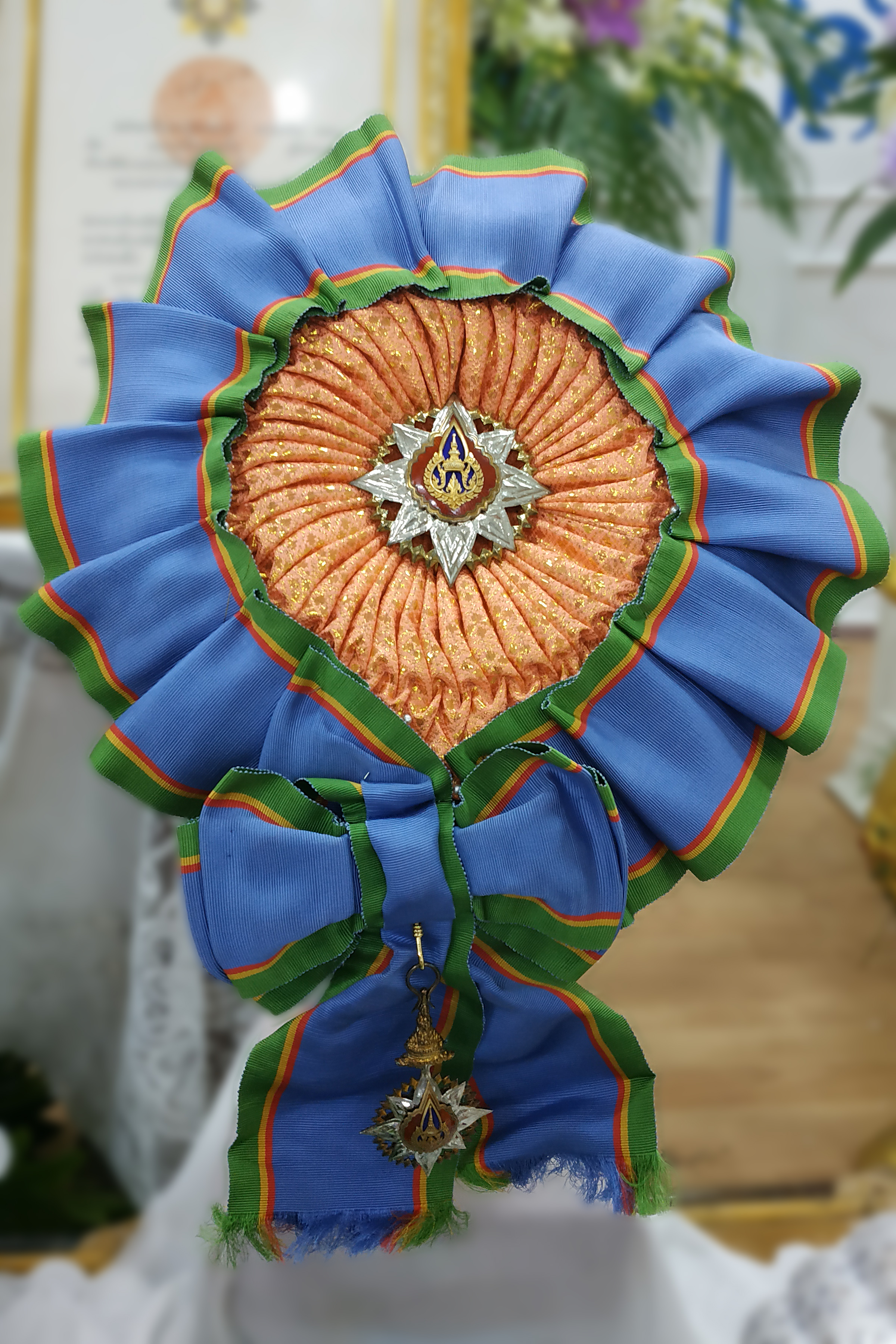
Le chevalier grande croix (première classe) de l'ordre de la couronne de Thaïlande.

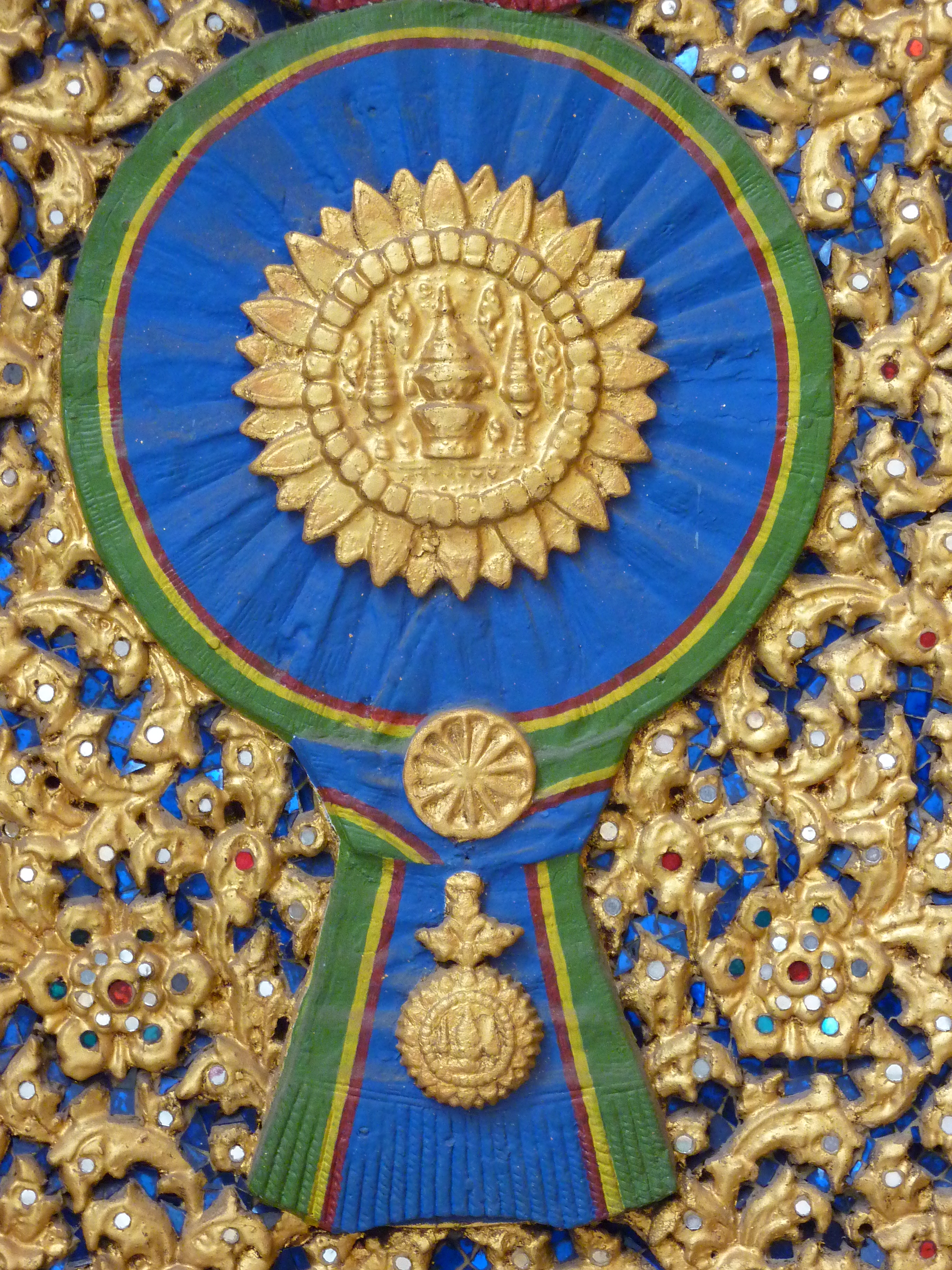
Une sculpture sur bois de "Maha Surabhorn", le chevalier grande croix (première classe) de l'ordre de la couronne de Siam, version utilisée de 1869-1918 aux portes de Phra Vihara de Wat Ratchabophit Sathit Maha Simaram, Bangkok.

L’Ordre de la Couronne de Thaïlande est un ordre thaïlandais.
Au départ, il s'agissait d'une plaque d'or que le roi Rama V (Chulalongkorn) remettait aux souverains étrangers à partir de 1869.

## Structure
| Barrette | classe                                      | appellation                                    | lettres post-nominales (abréviation britannique) | ancienne appellation       | année de création |
| -------- | ------------------------------------------- | ---------------------------------------------- | ------------------------------------------------ | -------------------------- | ----------------- |
|          | Chevalier grand-cordon (de classe spéciale) | มหาวชิรมงกุฎ (Maha Vajira Mongkut)               | KGCT                                             | -                          | 30 decembre 1918  |
|          | Chevalier grand'croix (Première classe)     | ประถมาภรณ์มงกุฎไทย (Prathamabhorn Mongkut Thai)  | GCCT                                             | มหาสุราภรณ์ (Maha Surabhorn) | 1869              |
|          | Chevalier commandeur (Seconde classe)       | ทวีติยาภรณ์มงกุฎไทย (Dvitiyabhorn Mongkut Thai)    | KCT                                              | จุลสุราภรณ์ (Chulasurabhorn)  | 1869              |
|          | Commandeur (Troisième classe)               | ตริตาภรณ์มงกุฎไทย (Tritabhorn Mongkut Thai)       | CCT                                              | มัณฑนาภรณ์ (Mandhanabhorn)   | 1869              |
|          | Compagnon (Quatrième classe)                | จัตุรถาภรณ์มงกุฎไทย (Chatturathaphon Mongkut Thai) | OCT                                              | ภัทราภรณ์ (Bhatrabhorn)      | 1869              |
|          | Membre (Cinquième classe)                   | เบญจมาภรณ์มงกุฎไทย (Benchamaphon Mongkut Thai)   | MCT                                              | วิจิตราภรณ์ (Vichitrabhorn)   | 1873              |
|          | Médaille d'or (Sixième classe)              | เหรียญทองมงกุฎไทย (Rian Thong Mongkut Thai)      | GMCT                                             | -                          | 20 juillet 1902   |
|          | Médaille d'argent (Septième classe)         | เหรียญเงินมงกุฎไทย (Rian Ngoen Mongkut Thai)      | SMCT                                             | -                          | 20 juillet 1902   |

## Quelques titulaires
- Michael E. Ryan, USAF
- Ian MacDougall, AC, AFSM, RAN
- Md Hashim Bin Hussein, RMA
- Min Aung Hlaing
- Kiyoshi Sumiya
- Francis B. Sayre[2]
- Tammy Duckworth, USA[3]
- Phraya Wichiankhiri